# أنطوان فان دير ليندن
أنطوان فان دير ليندن (بالهولندية: Antoine van der Linden)‏ (17 مارس 1976 روتردام هولندا - ) هو لاعب كرة قدم هولندي يلعب كمدافع.

## روابط خارجية
- أنطوان فان دير ليندن على موقع قاعدة بيانات كرة القدم.إي يو (الإنجليزية)
- أنطوان فان دير ليندن على موقع Soccerway.com (الإنجليزية)